# Bufo wolongensis
Bufo wolongensis là một loài cóc thuộc họ Bufonidae. Đây là loài đặc hữu của Trung Quốc.
Môi trường sống tự nhiên của chúng là rừng ôn đới, sông ngòi, và đầm nước ngọt.

## Hình ảnh

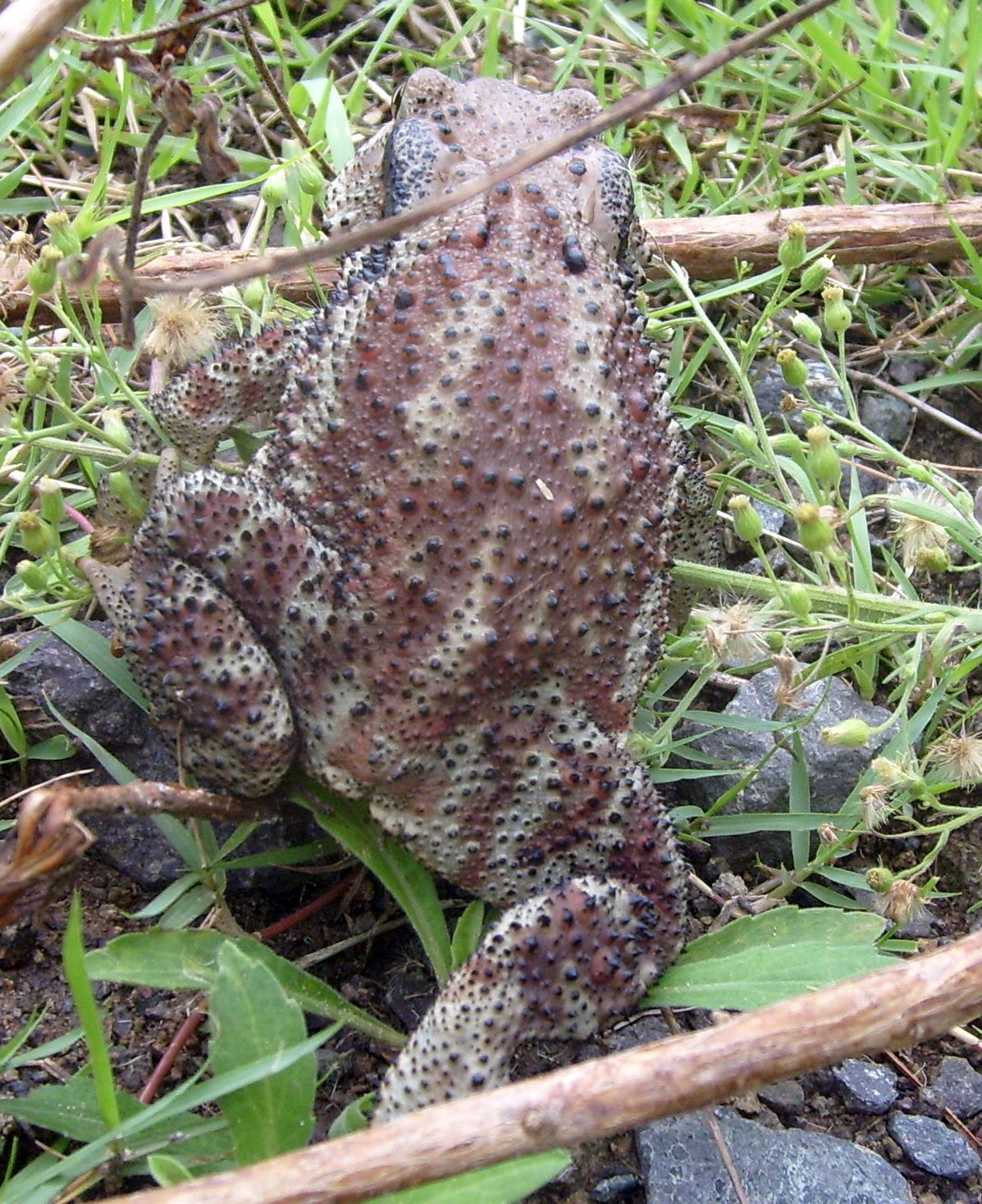
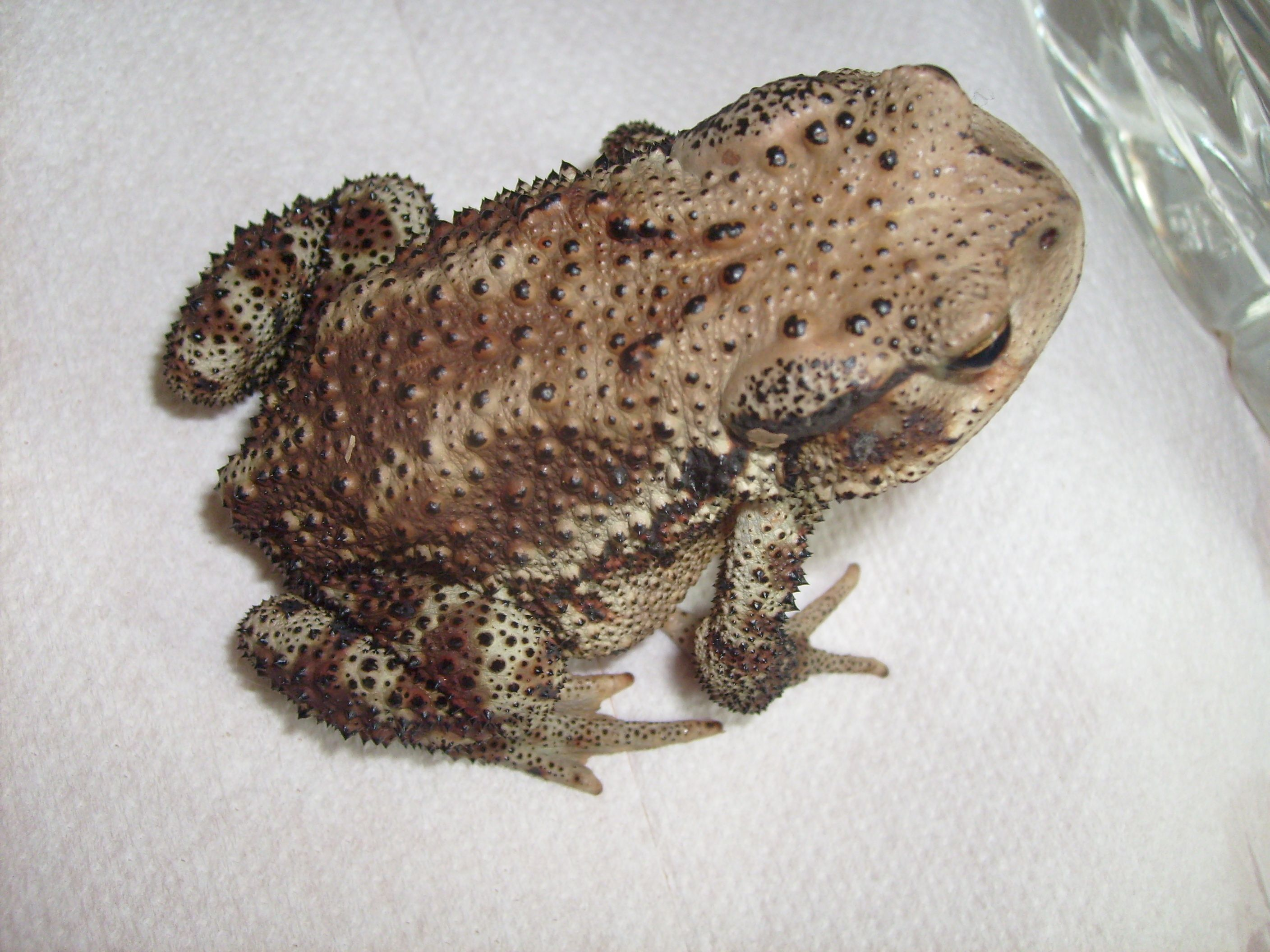
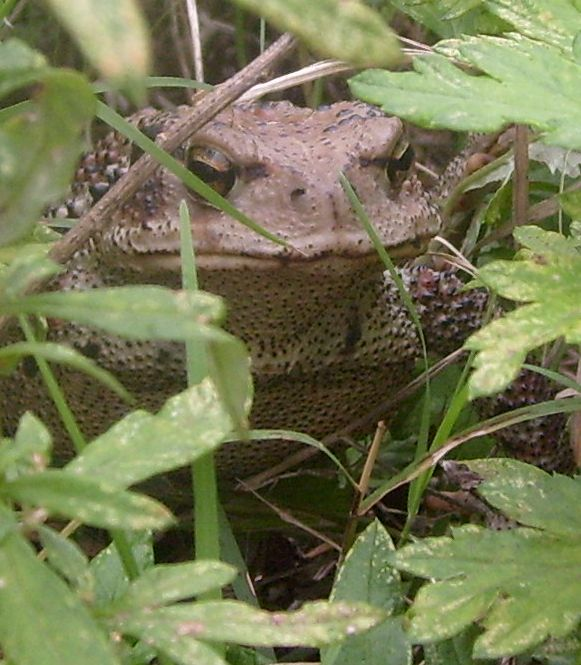
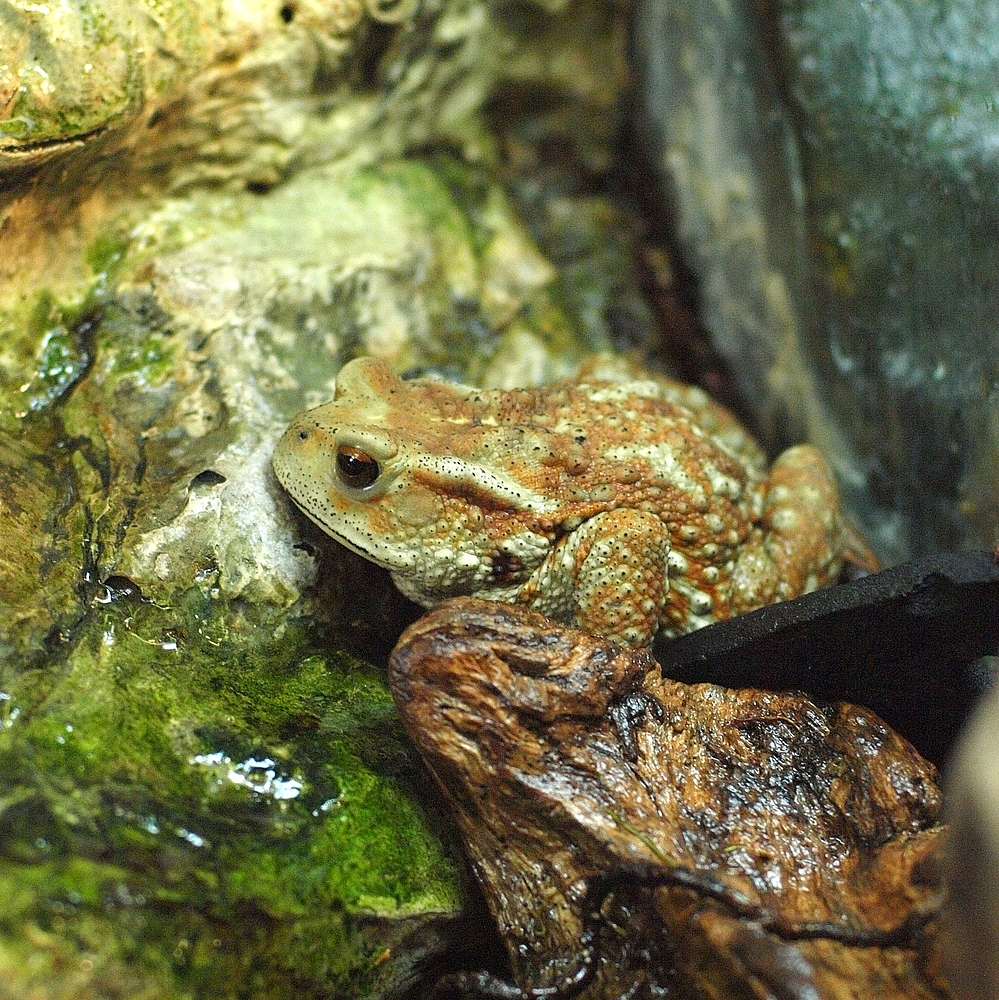